# Gièvres
Gièvres – miejscowość i gmina we Francji, w Regionie Centralnym, w departamencie Loir-et-Cher.
Według danych na rok 1990 gminę zamieszkiwało 1767 osób, a gęstość zaludnienia wynosiła 46 osób/km² (wśród 1842 gmin Centre, Gièvres plasuje się na 222. miejscu pod względem liczby ludności, natomiast pod względem powierzchni na miejscu 194.).